# 凱斯特海伊猶太會堂

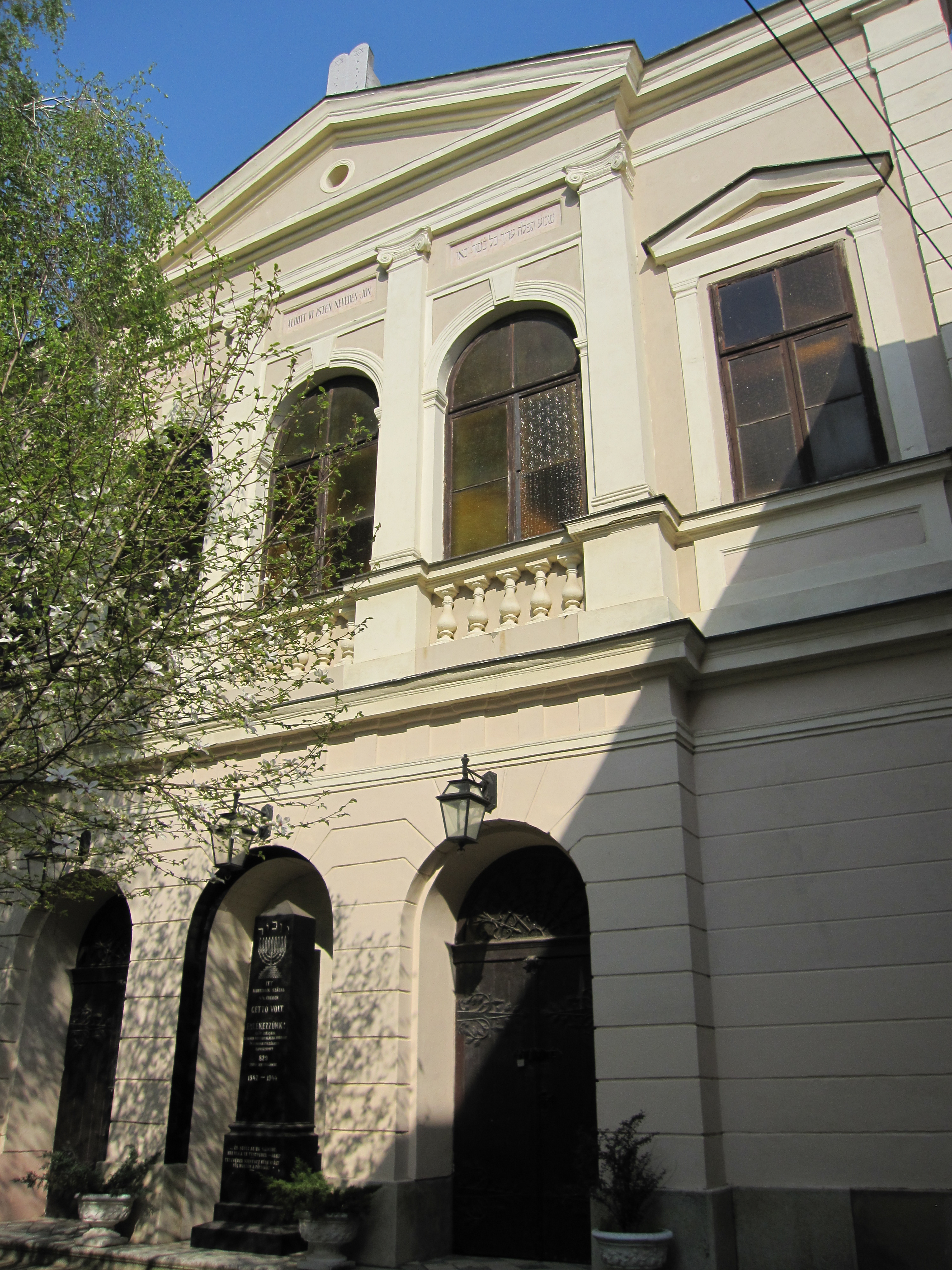

凱斯特海伊猶太會堂（Keszthely Synagogue）是匈牙利城市凱斯特海伊的一座猶太會堂。這座猶太會堂始建於1852年，外觀是新古典主義風格。